# Union islamique Ajnad al-Cham
Ne doit pas être confondu avec Ajnad al-Cham.
L'Union islamique Ajnad al-Cham (arabe : الاتحاد الإسلامي لأجناد الشام, al-ittihad al-islami li-ajnad al-sham, « L'Union islamique des soldats du Cham ») est un groupe rebelle de la guerre civile syrienne.

## Histoire

### Fondation
Le groupe est formé le 2 décembre 2013. 
À sa création, il rassemble cinq brigades rebelles :
- Les brigades al-Habib al-Mustafa
- Amjad al-Islam
- Les brigades et bataillons Sahaba
- Les bataillons Shabab al-Houda
- La brigade Der al-Asima

### Affiliations
En octobre 2015, Ajnad al-Cham forme avec le Front al-Nosra et Ahrar al-Cham une nouvelle coalition à Damas baptisée Jund al-Malahim (les Soldats de l'aventure), en revanche Jaych al-Islam refuse de l'intégrer.

### Défections
Les forces de l'Union islamique Ajnad al-Cham basées dans la Ghouta orientale annoncent leur dissolution le 18 février 2016 et leur ralliement à Faylaq al-Rahman. Cette fusion ne concerne cependant pas les forces basées à Daraya et Mouadamiyat al-Cham,,.
Le 19 mars 2017, les forces situées dans la province d'Idlib fusionnent avec Faylaq al-Cham.

## Idéologie
Le groupe est islamiste sunnite, proche des Frères musulmans,. Il est considéré comme modéré par Charles Lister, chercheur américain au Middle East Institute (en).

## Organisation

### Commandement
L'Union islamique Ajnad al-Cham est fondée par Yasser Al-Qadri, un ancien étudiant de l'Université al-Azhar. Le chef du groupe est Abou Mohammed al-Fateh.

### Effectifs
À sa création, le groupe revendique 15 000 combattants, ce qu'Aron Lund, chercheur à la Fondation Carnegie pour la paix internationale, juge possiblement exagéré. 
Fin 2015, le chercheur américain Charles Lister estime que le groupe compte environ 3 000 hommes.

### Zones d'opérations
L'Union islamique Ajnad al-Cham est active dans le gouvernorat de Rif Dimachq, elle serait d'ailleurs le deuxième mouvement rebelle le plus puissant de la région après Jaych al-Islam. 
Le 25 août 2016, les groupes rebelles de Daraya capitulent et leurs combattants sont évacués vers le gouvernorat d'Idleb.